# Рубио, Франсиско (астронавт)
Франсиско Карлос «Фрэнк» Рубио (англ.  Francisco Carlos "Frank" Rubio; род. 11 декабря 1975 года, Лос-Анджелес, штат Калифорния, США) — американский астронавт, пилот вертолёта, военный врач-хирург, полковник-лейтенант армии США.
21 сентября 2022 года стартовал с космодрома Байконур к Международной космической станции в качестве бортинженера экипажа транспортного пилотируемого корабля «Союз МС-22» и космических экспедиций МКС-67/МКС-68/МКС-69. Совершил три выхода в открытый космос общей продолжительностью более 21 часа. 27 сентября 2023 года вернулся на Землю на корабле «Союз МС-23». Полёт составил 370 суток 21 час 22 минуты, что стало самым длительным полётом по программе МКС. Тем самым Франсиско Рубио установил новый национальный рекорд США; предыдущий рекорд установил в 2022 году Марк Томас Ванде Хай. 

## Ранние годы
Франсиско Карлос «Фрэнк» Рубио родился 11 декабря 1975 года в городе Лос-Анджелес, штат Калифорния в испаноговорящей семье врача хирурга Карлоса Рубио Рейес и его жены Мирны Аргуэты. Родным для себя Франсиско считает город Майами (штат Флорида).

## Военная служба
После окончания старшей средней школы в Майами, поступил в Военную академию Вест-Пойнт (штат Нью-Йорк), которую окончил в 1998 году c дипломом бакалавра по международным отношениям. Учился в Колледже командования и Генерального штаба армии США.
Служил в армии США. В звании второго лейтенанта, командовал взводом в батальоне 82-го штурмового авиаполка («Redhawks»), затем служил командиром роты в батальоне 3-го авиаполка («STORM»). В качестве пилота вертолёта Sikorsky UH-60 Black Hawk налетал более 1100 часов, в том числе свыше 600 часов в боевой обстановке в Боснии, Афганистане и Ираке.
В 2010 году окончил Военно-медицинский университет объединённых видов ВС США в Бетесде, штат Мэриленд, где получил степень доктора медицины. Проходил стажировку в области семейной медицины в военном госпитале армии Мартина в Форт-Беннинге, штат Джорджия. Служил супервайзером клиники, ответственным поставщиком лекарств и лётным врачом в Редстоунском арсенале, штат Алабама. В 2017 году в звании майора служил батальонным врачом (хирургом) 10-й авиадесантной группы специальных сил Армии США (ВДВ). Полковник-лейтенант.

## Космическая подготовка
В июне 2017 года был зачислен в число кандидатов 22 набора астронавтов НАСА. В августе того же года приступил к прохождению курса базовой общекосмической подготовки в Космическом центре имени Линдона Джонсона. 10 января 2020 года ему была присвоена квалификация астронавт.
9 декабря 2020 года был включён в группу астронавтов для подготовки к пилотируемым лунным экспедициям в рамках программы «Артемида». В 2021—2022 годах проходил подготовку в Центре подготовки космонавтов имени Ю. А. Гагарина. В июне 2021 года вместе с космонавтом Анной Кикиной и инструктором ЦПК участвовал в тренировке условного экипажа по действиям после посадки спускаемого аппарата на водную поверхность. В феврале 2022 года в составе условного экипажа вместе с инструктором ЦПК и астронавтом Лорел О’Хара участвовал в тренировке по действиям при посадке в лесисто-болотистой местности зимой.
14 июля 2022 года, после подписания соглашения между Роскосмосом и НАСА в отношении полётов интегрированных экипажей на российских и американских пилотируемых транспортных кораблях, Ф. Рубио был включён бортинженером-2 в состав экипажа транспортного космического корабля «Союз МС-22», запуск которого был запланирован на 21 сентября 2022 года с космодрома Байконур.

## Полёт
21 сентября 2022 года в 16:54:49 мск (13:54:49 UTC) стартовал на ракете-носителе «Союз-2.1а» с 31-й площадки космодрома Байконур в качестве бортинженера экипажа транспортного космического корабля «Союз МС-22» вместе с космонавтами Роскосмоса Сергеем Прокопьевым и Дмитрием Петелиным. Полёт проходил по двухвитковой схеме сближения с МКС и составил чуть более трёх часов. В 20:06:33 мск (17:06:33 UTC) корабль пристыковался в автономном режиме к модулю «Рассвет» (МИМ-1). Запуск корабля «Союз МС-22» стал первым в рамках соглашения Роскосмоса и НАСА о перекрёстных полётах.
16 ноября 2022 года Фрэнк Рубио и Джош Кассада совершили выход в открытый космос для работ по модернизации системы энергоснабжения. Они установили кронштейн на опорном сегменте Международной космической станции для новой пары раздвижных солнечных антенн iRosa. Продолжительность выхода составила более 7 часов. 3 декабря Джош Кассада и Фрэнк Рубио провели второй семичасовой выход в открытый космос для проведения работ по установке панелей солнечных батарей iROSA. 22 декабря астронавты Фрэнк Рубио и Джош Кассада вновь вышли в открытый космос для проведения на поверхности Международной космической станции монтажных работ в целях модернизации системы энергоснабжения. В течение семи часов астронавты смонтировали дополнительные пары новых более мощных солнечных панелей IROSA. 
Из-за неисправности ТПК «Союз МС-22», внешняя система терморегулирования которого была разгерметизирована в результате попадания метеорита, Фрэнк Рубио и его российские коллеги провели на МКС более года. 27 сентября в 14:17 мск корабль «Союз МС-23» приземлился с экипажем длительных экспедиций МКС-68/МКС-69 — космонавтами Сергеем Прокопьевым и Дмитрием Петелиным, и астронавтом NASA Франциско Рубио в районе казахстанского города Жезказган. Экипаж провёл в космосе 370 суток 21 час 22 минуты, что стало самым длительным полетом по программе МКС. 
Статистика
| # | Стартовый корабль | Старт, UTC        | Экспедиция               | Корабль посадки | Посадка, UTC      | Полёт                      | Выходы в открытый космос | Время в открытом космосе |
| - | ----------------- | ----------------- | ------------------------ | --------------- | ----------------- | -------------------------- | ------------------------ | ------------------------ |
| 1 | Союз МС-22        | 21.09.2022, 13:54 | Союз МС-22, МКС-67/68/69 | Союз МС-23      | 27.09.2023, 17:17 | 370 суток 21 час 22 минуты | 3                        | 21 час 24 минуты         |

## Семья и увлечения
Франсиско Рубио женат на Деборе Рубио. В семье четверо детей.
Во время учебы в Вест-Пойнте Ф. Рубио занимался американским футболом и парашютным спортом.

## Награды
- Бронзовая звезда (США), дважды
- Медаль «За похвальную службу» (Министерство обороны США), дважды
- медаль «За достижения» (Army Achievement Medal) (четыре);
- благодарственная медаль за службу в СВ (четыре)[1][2].